# Renda
Renda(mađ. Kisherend) je selo u južnoj Mađarskoj.
Zauzima površinu od 6,92 km četvorna.

## Zemljopisni položaj
Nalazi se na 45° 57' 58" sjeverne zemljopisne širine i 18° 19' 47" istočne zemljopisne dužine. 
Ata je 2,5 km jugozapadno, Sukit je 2 km zapadno, Egrag je 1 km sjeverozapadno, Semelj je 3 km sjeverno, Lotar je 2,5 km sjeveroistočno, Birjan je 4 km sjeveroistočno, Peterda je 1,8 km istočno, Devčar je 3,5 km istočno-jugoistočno, Racpetra je 3 km jugoistočno, Vakan je 3,7 km južno, Tofaluba (Kišfalov) je 5 km jugozapadno. Kaša je 4,5 km istočno-jugoistočno,  Bišira je 7 km jugozapadno, a predjel Alsó Horváthmalom nekih 2 km prema jugu.

## Upravna organizacija
Upravno pripada Pečuškoj mikroregiji u Baranjskoj županiji. Poštanski broj je 7763. 

## Stanovništvo
Renda ima 298 stanovnika (2001.).
U selu postoji zajednica Nijemaca.

## Vanjske poveznice
- Renda na fallingrain.com